# Ebirah
Ebirah (エビラ?) es un kaiju que aparece en la serie de las películas de Godzilla. Fue presentado por primera vez en 1966 en la película de Toho Gojira, Ebira, Mosura Nankai no Daikettō. Ebirah apareció también en Gojira-Minira-Gabara: Ōru Kaijū Daishingeki (1969) y Godzilla: Final Wars (2004).

## Etimología
El nombre de Ebirah proviene de la palabra japonesa "海老" o "エビ" (Ebi) que significa 'camarón' y la terminación "ラ" (Ra) de la palabra "ゴリラ" (Gorira, 'gorrilla'), como en el caso de Godzilla ("ゴジラ" Gojira).

## Historia

### Serie Showa
En Gojira, Ebira, Mosura Nankai no Daikettō una organización terrorista llamada La Red de bambú había establecido una base de operaciones en la Isla de Letchi. La langosta gigante Ebirah fue utilizada con éxito para destruir cualquier nave que se acercaba demasiado a la isla. Las naves de La Red de bambú utilizaba un extracto especial a base de frutas de la isla para protegerse de Ebirah. Cuando un pequeño grupo de personas atrapadas en la isla vio al Godzilla durmiendo en una cueva, este se despertó para que luchar contra Ebirah. Godzilla ganó fácilmente y lesionó el crustáceo gigante con su aliento atómico.
Ebirah no fue visto de nuevo hasta que apareció en Gojira-Minira-Gabara: Ōru Kaijū Daishingeki en los sueños de Ichiro. Su aparición en esta película fue simplemente como unos fragmentos de las tomas de la película Gojira, Ebira, Mosura Nankai no Daikettō. Ebirah originalmente iba a aparecer en Kaijū Sōshingeki, pero no fue incluido en la versión final.
El Ebirah de la serie Showa es de 50 metros (164 pies) de altura y pesa 23.000 toneladas métricas (25,353 toneladas cortas).

### Serie Millennium
En la serie Millennium Ebirah hace una aparición en Godzilla: Final Wars como uno de los muchos monstruos controlados de los Xiliens, una raza de seres extraterrestres. Destruye una fábrica cerca de Tokio, se envió fuerzas militares para combatirlo, pero sin éxito.
En Godzilla: Final Wars es de 30 metros (98 pies) de altura, 100 metros (328 pies) de longitud y pesa 50.000 toneladas métricas (55.115 toneladas cortas).

## Apariciones

### Películas
- Gojira, Ebira, Mosura Nankai no Daikettō (1966)
- Gojira-Minira-Gabara: Ōru Kaijū Daishingeki (1969, cameo)
- Godzilla: Final Wars (2004)[1]

### Videojuegos
- Kaijū-ō Godzilla / King of the Monsters, Godzilla (Game Boy - 1993)
- Godzilla Trading Battle (PlayStation - 1998)
- Godzilla: Save the Earth (Xbox, PS2 - 2004)
- Godzilla Unleashed: Double Smash (NDS - 2007)
- Godzilla: Daikaiju Battle Royale (juego en línea - 2012)[1]

### Literatura
- Godzilla: The Half-Century War (2013)
- Godzilla: Rulers of Earth (2013)[1]